# Schietpartij bij Luby's in 1991
De schietpartij bij Luby's in 1991, ook bekend als het bloedbad bij Luby's, was een schietpartij die plaatsvond op 16 oktober 1991 in een Luby's-café in Killeen in de Amerikaanse staat Texas. De dader, George Hennard, reed met zijn pick-up door de voorruit van het restaurant en opende vervolgens het vuur, waarbij 23 mensen omkwamen en 27 anderen gewond raakten. Hennard had een kort vuurgevecht met de politie waarbij hij ernstig gewond raakte, maar hij weigerde hun orders om zich over te geven en pleegde uiteindelijk zelfmoord.
De schietpartij was de dodelijkste schietpartij in de moderne Amerikaanse geschiedenis, totdat deze in 2007 werd overtroffen door de schietpartij in Virginia Tech.

## Schietpartij
Op 16 oktober 1991 om 12:39 uur reed de 35-jarige George Hennard, een werkloze voormalige koopvaardijman, met een blauwe pick-uptruck van het merk Ford Ranger uit 1987 door de glazen voorruit van een Luby's-café in Killeen (Texas). 16 oktober was de Dag van de Baas en het café was ongewoon vol met ongeveer 150 mensen. Hennard begon toen vanuit de vrachtwagen te schieten terwijl hij Glock 17- en Ruger P89-pistolen vasthield; het eerste slachtoffer was dierenarts Michael Griffith. Hennard stapte uit de truck en schreeuwde: "All women of Killeen and Belton are vipers! This is what you've done to me and my family! This is what Bell County did to me ... this is payback day!" Daarna opende hij met beide pistolen het vuur op de klanten en het personeel. Hennard cirkelde vervolgens rond de cafetaria en koos selectief zijn slachtoffers uit. Hennard zei "You bitch" tegen een vrouw voordat hij haar doodschoot.
Hennard zag een andere vrouw zich verstoppen onder een bank in de buurt van de serveerlijn en zei: "Hiding from me, bitch?" voordat hij haar doodschoot. Hennard benaderde vervolgens Steve Ernst die zich onder een tafel verstopte en schoot hem neer. Ernst rolde om en hield zijn buik vast. De schutter benaderde vervolgens een vrouw met een huilende baby. Hij blafte naar de vrouw en zei: "You with the baby. Get out before I change my mind." De vrouw rende naar buiten met de baby in haar armen. Nadat de vrouw weg was, schoot Hennard de vrouw van Ernst in de arm. De kogel ging er dwars doorheen en doodde de vrouw niet, maar in plaats daarvan de 70-jarige Venice Ellen Henehan, de schoonmoeder van Ernst.
Tijdens een korte pauze in de schietpartij benaderde Hennard de tafel van de 28-jarige Tommy Vaughan achterin de cafetaria. Vanaf een ineengedoken houding naast een raam gooide Vaughan zichzelf door het raam, waardoor er een vluchtroute ontstond voor anderen. Tientallen mensen duwden en sloegen elkaar neer terwijl ze probeerden te ontsnappen. Tegen de tijd dat de politie een paar minuten later arriveerde, was een derde van de slachtoffers erin geslaagd te ontsnappen.
Hennard herlaadde minstens drie keer voordat de politie arriveerde en een korte vuurgevecht begon. Gewond trok hij zich terug in een ruimte tussen de twee badkamers (mensen verstopten zich in deze badkamers en hadden de deuren geblokkeerd). De politie beval Hennard herhaaldelijk zich over te geven, maar hij weigerde en zei: "No, I'm going to kill more people." Hennard werd nog twee keer door de politie in zijn buik geschoten. Toen de munitie van één van zijn wapens op was en zijn verwondingen steeds ernstiger werden, schoot hij zichzelf met de laatste kogel in het hoofd. Hij had 23 mensen doodgeschoten - waarvan 10 met enkelvoudige schoten in het hoofd van dichtbij - en nog eens 27 mensen verwond.

## Dader
George Pierre Hennard werd op 15 oktober 1956 geboren in Sayre, Pennsylvania, in een welgestelde familie. Hennard was de zoon van een in Zwitserland geboren chirurg en een huisvrouw. Hij had twee jongere broers en zussen, broer Alan en zus Desiree. Vanaf zijn vijfde verhuisde Hennard en zijn gezin door het hele land omdat zijn vader in verschillende legerziekenhuizen werkte. Hennards familie verhuisde later naar New Mexico, waar zijn vader werkte op de White Sands Missile Range bij Las Cruces. 
Nadat hij in 1974 afstudeerde aan de Mayfield High School, ging hij bij de Amerikaanse marine en diende drie jaar lang, totdat hij eervol werd ontslagen. Hennard werkte later als koopvaardijschipper, maar werd ontslagen wegens drugsgebruik. Enkele maanden later schreef Hennard zich in voor een drugsbehandelingsprogramma in Houston.
Aan het begin van het onderzoek naar het bloedbad zei de politiechef van Killeen dat Hennard "om de een of andere reden een duidelijk probleem had met vrouwen". Na de scheiding van zijn ouders in 1983 verhuisde zijn vader naar Houston en zijn moeder naar Henderson, Nevada. De Glock 17- en Ruger P89 9mm-pistolen die Hennard gebruikte werden in februari 1991 gekocht bij Mike's Gun House, een wapenwinkel in Henderson, Nevada.
Hennard was begonnen met verschillende baantjes, zoals bouwvakker in South Dakota en Killeen, terwijl hij parttime bij zijn moeder in Nevada woonde. In Texas woonde hij in een rood bakstenen koloniaal huis in Belton dat zijn familie in 1980 had gekocht kort nadat ze naar Fort Hood waren verhuisd.
Hennard had twee vrouwen gestalkt, de 23-jarige Jill Fritz en de 19-jarige Jana Jemigan, die twee straten bij hem vandaan in de buurt woonden. Hij stuurde hen in juni een brief van vijf pagina's, waarvan een deel luidde: "Please give me the satisfaction of someday laughing in the face of all those mostly white treacherous female vipers from those two towns [Killeen and Belton] who tried to destroy me and my family" en "You think the three of us can get together some day?".